# Tramwaje w Kirunie
Tramwaje w Kirunie − zlikwidowany system komunikacji tramwajowej w szwedzkim mieście Kiruna, działający w latach 1907–1961. 

## Historia

### Miejskie tramwaje
Pierwszą linię tramwajową w Kirunie otwarto 1 października 1907 na trasie Bergfoten – Telegrafen. 1 grudnia 1910 linię wydłużono z Telegrafen do Idrottsplan. Kolejny raz tę linię wydłużono 1 października 1919 od Idrottsplan do Luossavaara. 24 października 1921 na linii do Luossavaara uruchomiono przewozy pasażerskie, pomimo iż koncesję wydano 9 października 1925. W listopadzie od linii Bergfoten – Luossavaara wybudowano odgałęzienie od Lombolo do Thule. W 1925 wydłużono linię od Bergfoten do Tunneln. 28 stycznia 1956 zlikwidowano linię do Thule. 28 maja 1958 zlikwidowano linię tramwajową Bergfoten – Luossavaara. 
Miejskie tramwaje poruszały się po torach o szerokości 1000 mm.

### Tramwaje przemysłowe
Pierwszą linię tramwaju przemysłowego o nazwie Landshövdingebanan w kopalni otwarto 1 stycznia 1943. W październiku 1949 otwarto linię tramwajową o szerokości toru 1435 mm od Bergftoen do Kapten 160. W 1951 linię tramwajową od Kapten 160 przedłużono do Jägmästaren 160. W 1953 otwarto nową linię (podziemną) w Kiirunavaara under jord (Kuj) pomiędzy Sjötunneln a Sofia. W 1958 na odcinku od Kapten 160 do Jägmästaren linia tramwajowa została zlikwidowana, a w jej miejsce została uruchomiona komunikacja autobusowa. 10 kwietnia 1961 zlikwidowano ostatecznie tramwaje w Kirunie.

### Linia muzealna
31 maja 1984 została otwarta linia muzealna na trasie Ön – Mannskapshuset. Linię tę zlikwidowano 15 sierpnia 1993. 
Sieć tramwajowa w Kirunie była najdalej na północ wysuniętym systemem tramwajowym w Szwecji.

## Tabor
Na sieci miejskiej eksploatowano 10 wagonów silnikowych:
- nr M1–M2, wyprodukowane przez V&M Falun w 1907
- nr M3–M4, wyprodukowane przez Arlöf w 1908
- nr M5–M7, wyprodukowane przez ASEA w 1921–1927
- nr M8–M10, wyprodukowane przez ASEA w 1938–1940

oraz 9 wagonów doczepnych:
- nr S1–S4, wyprodukowane przez V&M Falun w 1907
- nr S5–S6, wyprodukowane przez Arlöf w 1911
- nr S7, wyprodukowany przez ASEA w 1927
- nr S8, wyprodukowany przez ASEA w 1940
- nr S9, wyprodukowany przez ASEA w 1909